# 馬拉松縣 (威斯康辛州)
馬拉松縣（英語：Marathon County）是美国威斯康辛州中部的一個縣，面積4,082平方公里。根據2020年美國人口普查，共有人口13萬8,013人。縣治沃索（Wausau）。馬拉松縣成立於1807年，縣名來自希腊的馬拉松。
目前美國所出產的花旗参有多達95%來自馬拉松縣。